# Tar (jezero)
Tar (perz. تار) je jezero u Teheranskoj pokrajini na sjeveru Irana, oko 14,5 km istočno od grada Damavanda odnosno 65 km od Teherana. Smješten je u dolini na južnim padinama Alborza i nadmorskom visinom od 2911 m predstavlja jedno od najviših jezera u državi. Tar ima površinu od 37 ha, dubinu od 18 m i zapremninu do 3,3 milijuna m³. Vodom ga napaja niz manjih planinskih pritoka i izvora, a otječe rijekom Rud-e Tar prema zapadu.

## Zemljopis
Tar se nalazi na središnjem dijelu Alborza odnosno u dolini tzv. Moškog rasjeda koja se usporedno s planinskim lancem pruža u smjeru istok−zapad duljinom od oko 40 km. Dolina je omeđena planinama Doberar (4072 m) na sjeveru i Kuh-e Zarin (3810 m) na jugu. Područje je tektonski vrlo aktivno i razorni potresi pojavljuju se u intervalima od 160 do 620 godina, a posljednje dvije takve katastrofe zabilježene su 1665. i 1830. godine (M=6,5−7,1) prilikom kojih je stradavao susjedni Teheran. Reljef okolice geološki se datira u kenozoik i stratigrafski se sastoji od sedimenata tufa, siltita i pješčenjaka odnosno gornjih slojeva holocenskog aluvija u sinklinalama. Klizište s Kuh-e Zarina u dolini je stvorilo veliku prirodnu branu zbog čega su nastali Tar i Havir, susjedno jezero smješteno 1,0 km istočno na −15 m manjoj visini.
Južni dio Tara prati os glavne doline i proteže se u smjeru istok-zapad, dok sjeverni dio prati sporednu okomitu dolinu podno Doberara. Najveća duljina jezera prilikom visokog vodostaja iznosi oko 1200 m, a širina mu oscilira od 150 do 450 m. Površina Tara iznosi 0,37 km², nadmorska visina 2911 m, a najveća dubina 18 m. Litoralni pojas prema planinama izrazito je strm i prosječni nagib kreće se oko 50%, prema glavnoj dolini na zapadu nešto je blaži, a najmanji je prema aluviju sjeverne sporedne doline. Uz južnu obalu jezera prolazi lokalna cesta koja se na državnu cestu 79 nadovezuje kod Gilarda na zapadu odnosno Dali-Čaja na istoku. Najbliža naselja koja gravitiraju jezeru su ruralne zajednice Varin (7,0 km zapadno) i Havir (8,0 km istočno).

## Hidrologija
Tar se u najširem hidrološkom i hidrogeološkom smislu klasificira pod slijev Namaka s kojim ga povezuju rijeke Rud-e Tar, Rud-e Damavand i Džadž-Rud. Uži slijev s Tarom u žarištu ima površinu od približno 8,0 km², a jezero predstavlja sami izvor Rud-e Tara koji glavnom dolinom otječe prema zapadu i na koji se nadovezuje niz manjih potoka odvojenih od Tara sinklinalama Doberara. Vrhovi ove planine određuju sjevernu razvodnicu koja ga odvaja od kaspijskog slijeva odnosno porječja Rud-e Lasema (pritok Haraz-Ruda). Usprkos blizini odnosno sličnim geomorfološkim i limnološkim karakteristikama, susjedni Havir otječe rijekom u smjeru istoka i pripada različitom slijevu − Dašt-e Kaviru. Tar je od slijeva ovog jezera odnosno rijeke odvojen sinklinalama Doberara i Kuh-e Zarina, te prijevojem na visini od 2990 m. Konačno, razvodnica Kuh-e Zarina na jugu ga odvaja od porječja Rud-e Ajvankija koji također pripada slijevu Namaka. Tar se vodom opskrbljuje prvenstveno pomoću sjevernih planinskih pritoka koji nastaju proljetnim otapanjem ledenjaka, te nizom manjih izvora na svim stranama. Njegovom dolinom prevladava snježno-šumska klima (Dsa) s prosječnom godišnjom količinom padalina od približno 300 mm.

## Flora i fauna
Flora i fauna Tara uvjetovane su snježno-šumskom klimom, velikom nadmorskom visinom i stalnim obiljem pitke vode. Veća stabla poput vrsta Salix alba i Salix excelsa iz rodova vrbi rijetkost su u okolici jezera, a na padinama prevladavaju trave Bromus gracillimus iz roda ovsika, usnače Mentha longifolia iz roda metvica, glavočika Cousinia irritans iz roda Cousinia, te vrste iz porodice krstašica.. Identificirani leptiri uključuju vrstu Psorosa elbursella koja je endemična za Alborz. Najveća životinja koja posjećuje jezero je sirijski smeđi medvjed, a među ostale sisavce spadaju karakal, turkmenska lisica, iranski vuk, te divlja koza i ovca. Ribe u jezeru su potočna pastrva (Salmo trutta) i introducirana kalifornijska pastrva (Oncorhynchus mykiss).

## Poveznice
- Zemljopis Irana
- Popis iranskih jezera